# Aethiopocassis steindachneri
Aethiopocassis steindachneri es una especie de coleóptero de la familia Chrysomelidae.
Fue descrita científicamente por primera vez en 1916 por Spaeth.